# Welsh curlingteam (mannen)
Het Welshe curlingteam vertegenwoordigt Wales in internationale curlingwedstrijden.

## Geschiedenis
Wales nam voor het eerst deel aan een groot toernooi tijdens het Europees kampioenschap van 1979 in het Italiaanse Varese. Sindsdien was Wales op elk EK present, met uitzondering van dat van 1999. De hoogste eindnotering die Wales tot op heden liet optekenen was de zevende plaats in 1994. Dankzij deze prestatie mocht Wales in 1995 deelnemen aan het wereldkampioenschap. Daar eindigde het team echter troosteloos laatste. Het was de eerste en tot op heden enige keer dat Wales zich kon plaatsen voor het wereldkampioenschap.
De laatste jaren gaan de prestaties van het Welshe team erop achteruit. De laatste keer dat het team mocht deelnemen aan de A-divisie was in 2006. Sindsdien zit Wales in de B-divisie. In 2012 eindigde Wales op de laatste plaats in z'n groep, waardoor het team in 2013 voor het eerst moest aantreden in de C-divisie, maar hieruit promoveerde het onmiddellijk terug naar de tweede afdeling.
Aangezien Wales op de Olympische Spelen deel uitmaakt van het Britse curlingteam, kan het niet afzonderlijk deelnemen aan de Winterspelen.

## Wales op het wereldkampioenschap
| Jaar | Plaats        | Skip          | WG            | W             | V             | PV            | PT            |
| ---- | ------------- | ------------- | ------------- | ------------- | ------------- | ------------- | ------------- |
| 1959 | Geen deelname | Geen deelname | Geen deelname | Geen deelname | Geen deelname | Geen deelname | Geen deelname |
| 1960 | Geen deelname | Geen deelname | Geen deelname | Geen deelname | Geen deelname | Geen deelname | Geen deelname |
| 1961 | Geen deelname | Geen deelname | Geen deelname | Geen deelname | Geen deelname | Geen deelname | Geen deelname |
| 1962 | Geen deelname | Geen deelname | Geen deelname | Geen deelname | Geen deelname | Geen deelname | Geen deelname |
| 1963 | Geen deelname | Geen deelname | Geen deelname | Geen deelname | Geen deelname | Geen deelname | Geen deelname |
| 1964 | Geen deelname | Geen deelname | Geen deelname | Geen deelname | Geen deelname | Geen deelname | Geen deelname |
| 1965 | Geen deelname | Geen deelname | Geen deelname | Geen deelname | Geen deelname | Geen deelname | Geen deelname |
| 1966 | Geen deelname | Geen deelname | Geen deelname | Geen deelname | Geen deelname | Geen deelname | Geen deelname |
| 1967 | Geen deelname | Geen deelname | Geen deelname | Geen deelname | Geen deelname | Geen deelname | Geen deelname |
| 1968 | Geen deelname | Geen deelname | Geen deelname | Geen deelname | Geen deelname | Geen deelname | Geen deelname |
| 1969 | Geen deelname | Geen deelname | Geen deelname | Geen deelname | Geen deelname | Geen deelname | Geen deelname |
| 1970 | Geen deelname | Geen deelname | Geen deelname | Geen deelname | Geen deelname | Geen deelname | Geen deelname |
| 1971 | Geen deelname | Geen deelname | Geen deelname | Geen deelname | Geen deelname | Geen deelname | Geen deelname |
| 1972 | Geen deelname | Geen deelname | Geen deelname | Geen deelname | Geen deelname | Geen deelname | Geen deelname |
| 1973 | Geen deelname | Geen deelname | Geen deelname | Geen deelname | Geen deelname | Geen deelname | Geen deelname |
| 1974 | Geen deelname | Geen deelname | Geen deelname | Geen deelname | Geen deelname | Geen deelname | Geen deelname |
| 1975 | Geen deelname | Geen deelname | Geen deelname | Geen deelname | Geen deelname | Geen deelname | Geen deelname |
| 1976 | Geen deelname | Geen deelname | Geen deelname | Geen deelname | Geen deelname | Geen deelname | Geen deelname |
| 1977 | Geen deelname | Geen deelname | Geen deelname | Geen deelname | Geen deelname | Geen deelname | Geen deelname |
| 1978 | Geen deelname | Geen deelname | Geen deelname | Geen deelname | Geen deelname | Geen deelname | Geen deelname |
| 1979 | Geen deelname | Geen deelname | Geen deelname | Geen deelname | Geen deelname | Geen deelname | Geen deelname |
| 1980 | Geen deelname | Geen deelname | Geen deelname | Geen deelname | Geen deelname | Geen deelname | Geen deelname |
| 1981 | Geen deelname | Geen deelname | Geen deelname | Geen deelname | Geen deelname | Geen deelname | Geen deelname |
| 1982 | Geen deelname | Geen deelname | Geen deelname | Geen deelname | Geen deelname | Geen deelname | Geen deelname |
| 1983 | Geen deelname | Geen deelname | Geen deelname | Geen deelname | Geen deelname | Geen deelname | Geen deelname |
| 1984 | Geen deelname | Geen deelname | Geen deelname | Geen deelname | Geen deelname | Geen deelname | Geen deelname |
| 1985 | Geen deelname | Geen deelname | Geen deelname | Geen deelname | Geen deelname | Geen deelname | Geen deelname |
| 1986 | Geen deelname | Geen deelname | Geen deelname | Geen deelname | Geen deelname | Geen deelname | Geen deelname |
| 1987 | Geen deelname | Geen deelname | Geen deelname | Geen deelname | Geen deelname | Geen deelname | Geen deelname |
| 1988 | Geen deelname | Geen deelname | Geen deelname | Geen deelname | Geen deelname | Geen deelname | Geen deelname |
| 1989 | Geen deelname | Geen deelname | Geen deelname | Geen deelname | Geen deelname | Geen deelname | Geen deelname |
| 1990 | Geen deelname | Geen deelname | Geen deelname | Geen deelname | Geen deelname | Geen deelname | Geen deelname |
| 1991 | Geen deelname | Geen deelname | Geen deelname | Geen deelname | Geen deelname | Geen deelname | Geen deelname |

| Jaar | Plaats        | Skip          | WG            | W             | V             | PV            | PT            |
| ---- | ------------- | ------------- | ------------- | ------------- | ------------- | ------------- | ------------- |
| 1992 | Geen deelname | Geen deelname | Geen deelname | Geen deelname | Geen deelname | Geen deelname | Geen deelname |
| 1993 | Geen deelname | Geen deelname | Geen deelname | Geen deelname | Geen deelname | Geen deelname | Geen deelname |
| 1994 | Geen deelname | Geen deelname | Geen deelname | Geen deelname | Geen deelname | Geen deelname | Geen deelname |
| 1995 | 10            | John Hunt     | 9             | 2             | 7             | 33            | 59            |
| 1996 | Geen deelname | Geen deelname | Geen deelname | Geen deelname | Geen deelname | Geen deelname | Geen deelname |
| 1997 | Geen deelname | Geen deelname | Geen deelname | Geen deelname | Geen deelname | Geen deelname | Geen deelname |
| 1998 | Geen deelname | Geen deelname | Geen deelname | Geen deelname | Geen deelname | Geen deelname | Geen deelname |
| 1999 | Geen deelname | Geen deelname | Geen deelname | Geen deelname | Geen deelname | Geen deelname | Geen deelname |
| 2000 | Geen deelname | Geen deelname | Geen deelname | Geen deelname | Geen deelname | Geen deelname | Geen deelname |
| 2001 | Geen deelname | Geen deelname | Geen deelname | Geen deelname | Geen deelname | Geen deelname | Geen deelname |
| 2002 | Geen deelname | Geen deelname | Geen deelname | Geen deelname | Geen deelname | Geen deelname | Geen deelname |
| 2003 | Geen deelname | Geen deelname | Geen deelname | Geen deelname | Geen deelname | Geen deelname | Geen deelname |
| 2004 | Geen deelname | Geen deelname | Geen deelname | Geen deelname | Geen deelname | Geen deelname | Geen deelname |
| 2005 | Geen deelname | Geen deelname | Geen deelname | Geen deelname | Geen deelname | Geen deelname | Geen deelname |
| 2006 | Geen deelname | Geen deelname | Geen deelname | Geen deelname | Geen deelname | Geen deelname | Geen deelname |
| 2007 | Geen deelname | Geen deelname | Geen deelname | Geen deelname | Geen deelname | Geen deelname | Geen deelname |
| 2008 | Geen deelname | Geen deelname | Geen deelname | Geen deelname | Geen deelname | Geen deelname | Geen deelname |
| 2009 | Geen deelname | Geen deelname | Geen deelname | Geen deelname | Geen deelname | Geen deelname | Geen deelname |
| 2010 | Geen deelname | Geen deelname | Geen deelname | Geen deelname | Geen deelname | Geen deelname | Geen deelname |
| 2011 | Geen deelname | Geen deelname | Geen deelname | Geen deelname | Geen deelname | Geen deelname | Geen deelname |
| 2012 | Geen deelname | Geen deelname | Geen deelname | Geen deelname | Geen deelname | Geen deelname | Geen deelname |
| 2013 | Geen deelname | Geen deelname | Geen deelname | Geen deelname | Geen deelname | Geen deelname | Geen deelname |
| 2014 | Geen deelname | Geen deelname | Geen deelname | Geen deelname | Geen deelname | Geen deelname | Geen deelname |
| 2015 | Geen deelname | Geen deelname | Geen deelname | Geen deelname | Geen deelname | Geen deelname | Geen deelname |
| 2016 | Geen deelname | Geen deelname | Geen deelname | Geen deelname | Geen deelname | Geen deelname | Geen deelname |
| 2017 | Geen deelname | Geen deelname | Geen deelname | Geen deelname | Geen deelname | Geen deelname | Geen deelname |
| 2018 | Geen deelname | Geen deelname | Geen deelname | Geen deelname | Geen deelname | Geen deelname | Geen deelname |
| 2019 | Geen deelname | Geen deelname | Geen deelname | Geen deelname | Geen deelname | Geen deelname | Geen deelname |
| 2021 | Geen deelname | Geen deelname | Geen deelname | Geen deelname | Geen deelname | Geen deelname | Geen deelname |
| 2022 | Geen deelname | Geen deelname | Geen deelname | Geen deelname | Geen deelname | Geen deelname | Geen deelname |
| 2023 | Geen deelname | Geen deelname | Geen deelname | Geen deelname | Geen deelname | Geen deelname | Geen deelname |
| 2024 | Geen deelname | Geen deelname | Geen deelname | Geen deelname | Geen deelname | Geen deelname | Geen deelname |
| 2025 | Geen deelname | Geen deelname | Geen deelname | Geen deelname | Geen deelname | Geen deelname | Geen deelname |

## Wales op het Europees kampioenschap
| Jaar | Plaats        | Skip           | WG            | W             | V             | PV            | PT            |
| ---- | ------------- | -------------- | ------------- | ------------- | ------------- | ------------- | ------------- |
| 1975 | Geen deelname | Geen deelname  | Geen deelname | Geen deelname | Geen deelname | Geen deelname | Geen deelname |
| 1976 | Geen deelname | Geen deelname  | Geen deelname | Geen deelname | Geen deelname | Geen deelname | Geen deelname |
| 1977 | Geen deelname | Geen deelname  | Geen deelname | Geen deelname | Geen deelname | Geen deelname | Geen deelname |
| 1978 | Geen deelname | Geen deelname  | Geen deelname | Geen deelname | Geen deelname | Geen deelname | Geen deelname |
| 1979 | 9             | John Stone     | 10            | 3             | 7             | 45            | 111           |
| 1980 | 11            | John Hunt      | 11            | 2             | 9             | 69            | 118           |
| 1981 | 12            | Richard Davis  | 7             | 1             | 6             | 32            | 77            |
| 1982 | 9             | Peter Williams | 7             | 3             | 4             | 38            | 62            |
| 1983 | 11            | John Hunt      | 7             | 3             | 4             | 29            | 43            |
| 1984 | 13            | John Hunt      | 7             | 2             | 5             | 29            | 60            |
| 1985 | 13            | John Hunt      | 6             | 1             | 5             | 27            | 45            |
| 1986 | 12            | John Stone     | 6             | 1             | 5             | 26            | 43            |
| 1987 | 13            | John Hunt      | 8             | 3             | 5             | 36            | 55            |
| 1988 | 13            | John Hunt      | 6             | 1             | 5             | 22            | 41            |
| 1989 | 8             | Adrian Meikle  | 7             | 2             | 5             | 28            | 52            |
| 1990 | 8             | John Hunt      | 8             | 3             | 5             | 43            | 43            |
| 1991 | 12            | Adrian Meikle  | 4             | 2             | 2             | 23            | 28            |
| 1992 | 10            | Peter Williams | 6             | 4             | 2             | 49            | 43            |
| 1993 | 11            | Adrian Meikle  | 7             | 3             | 4             | 44            | 44            |
| 1994 | 7             | John Hunt      | 10            | 5             | 5             | 56            | 56            |
| 1995 | 13            | Adrian Meikle  | 5             | 0             | 5             | 20            | 39            |
| 1996 | 15            | John Hunt      | 6             | 4             | 2             | 39            | 37            |
| 1997 | 8             | John Hunt      | 8             | 5             | 3             | 50            | 49            |
| 1998 | 12            | John Hunt      | 6             | 1             | 5             | 20            | 43            |
| 1999 | Geen deelname | Geen deelname  | Geen deelname | Geen deelname | Geen deelname | Geen deelname | Geen deelname |

| Jaar | Plaats | Skip          | WG | W | V | PV  | PT |
| ---- | ------ | ------------- | -- | - | - | --- | -- |
| 2000 | 16     | Adrian Meikle | 7  | 3 | 4 | 56  | 51 |
| 2001 | 14     | Adrian Meikle | 9  | 6 | 3 | 76  | 60 |
| 2002 | 14     | Adrian Meikle | 13 | 8 | 5 | 115 | 72 |
| 2003 | 12     | Adrian Meikle | 8  | 6 | 2 | 75  | 38 |
| 2004 | 9      | Adrian Meikle | 11 | 3 | 8 | 62  | 81 |
| 2005 | 12     | Adrian Meikle | 11 | 9 | 2 | 94  | 40 |
| 2006 | 10     | Adrian Meikle | 10 | 3 | 7 | 50  | 70 |
| 2007 | 17     | Adrian Meikle | 6  | 4 | 2 | 53  | 25 |
| 2008 | 16     | Adrian Meikle | 8  | 5 | 3 | 58  | 55 |
| 2009 | 18     | Adrian Meikle | 10 | 7 | 3 | 84  | 60 |
| 2010 | 17     | Adrian Meikle | 6  | 3 | 3 | 50  | 42 |
| 2011 | 21     | Stuart Hills  | 7  | 2 | 5 | 40  | 50 |
| 2012 | 26     | Adrian Meikle | 7  | 1 | 6 | 33  | 61 |
| 2013 | 17     | Adrian Meikle | 7  | 4 | 3 | 49  | 37 |
| 2014 | 19     | James Pougher | 7  | 4 | 3 | 53  | 45 |
| 2015 | 23     | James Pougher | 8  | 3 | 5 | 46  | 55 |
| 2016 | 20     | Adrian Meikle | 7  | 4 | 3 | 41  | 36 |
| 2017 | 22     | James Pougher | 7  | 2 | 5 | 33  | 51 |
| 2018 | 23     | Adrian Meikle | 8  | 3 | 5 | 55  | 58 |
| 2019 | 18     | James Pougher | 7  | 4 | 3 | 43  | 50 |
| 2021 | 16     | James Pougher | 8  | 4 | 4 | 50  | 48 |
| 2022 | 15     | James Pougher | 8  | 4 | 4 | 59  | 57 |
| 2023 | 21     | James Pougher | 7  | 3 | 4 | 49  | 55 |
| 2024 | 23     | James Pougher | 7  | 2 | 6 | 46  | 57 |

Andorra · Australië · België · Bosnië en Herzegovina · Brazilië · Bulgarije · Canada · China · Chinees Taipei · Denemarken · Duitsland · Engeland · Estland · Filipijnen · Finland · Frankrijk · Georgië · Griekenland · Groot-Brittannië · Guyana · Hongarije · Hongkong · Ierland · IJsland · India · Israël · Italië · Jamaica · Japan · Kazachstan · Kenia · Kirgizië · Kroatië · Letland · Liechtenstein · Litouwen · Luxemburg · Mexico · Nederland · Nieuw-Zeeland · Nigeria · Noorwegen · Oekraïne · Oostenrijk · Polen · Portugal · Puerto Rico · Qatar · Roemenië · Rusland · Saoedi-Arabië · Schotland · Servië · Slovenië · Slowakije · Spanje · Thailand · Tsjechië · Tsjecho-Slowakije · Turkije · Verenigde Staten · Wales · Wit-Rusland · Zuid-Korea · Zweden · Zwitserland